# Berufsgenossenschaft Nahrungsmittel und Gastgewerbe

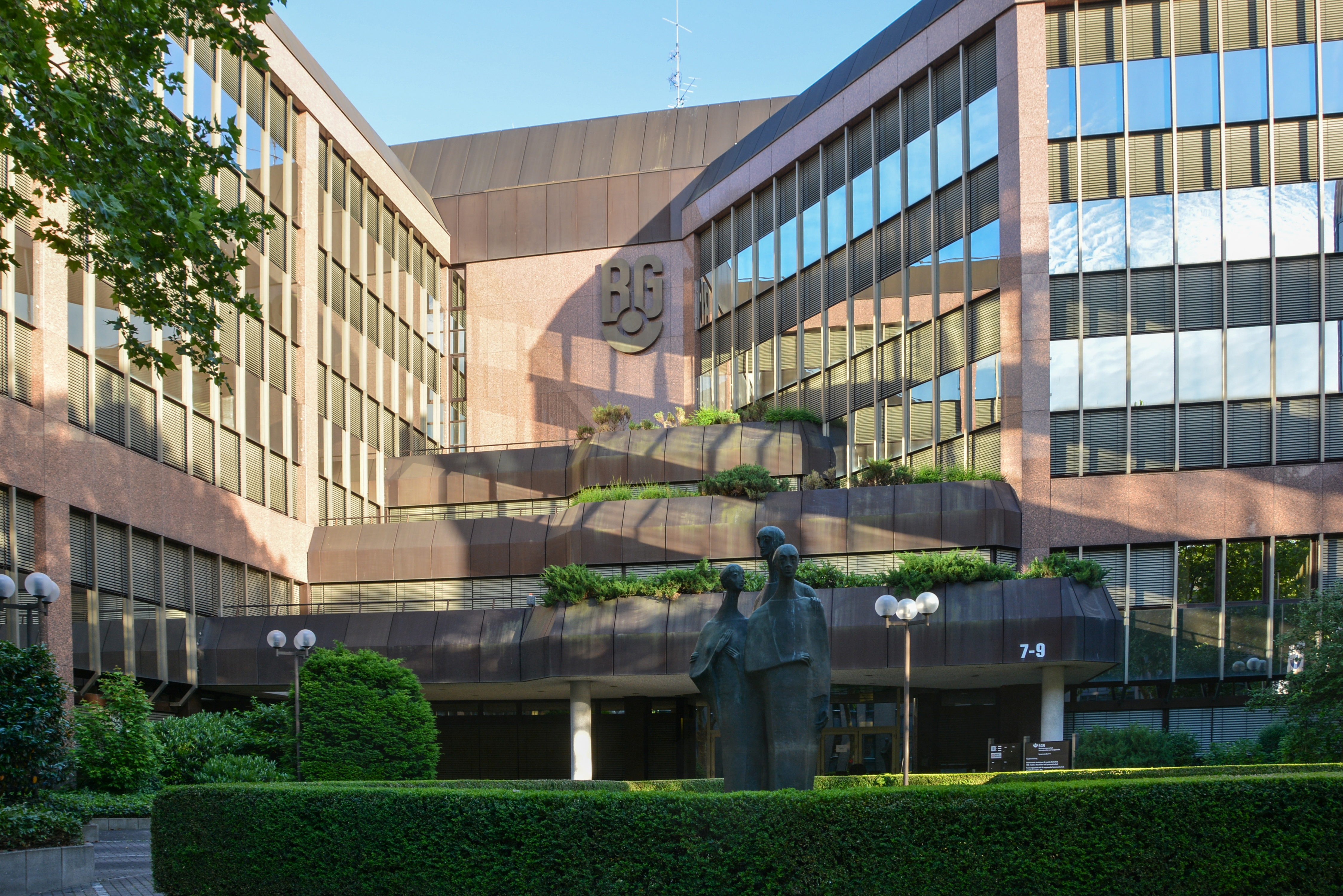
BGN-Gebäude Mannheim

Die Berufsgenossenschaft Nahrungsmittel und Gastgewerbe (BGN) ist eine gewerbliche Berufsgenossenschaft in Deutschland und ein Träger der gesetzlichen Unfallversicherung. Die BGN entstand zum 1. Januar 2011 durch den Zusammenschluss der Berufsgenossenschaft Nahrungsmittel und Gaststätten mit der Fleischerei-Berufsgenossenschaft.
Sitz der Berufsgenossenschaft ist Mannheim.